# Testul Szondi

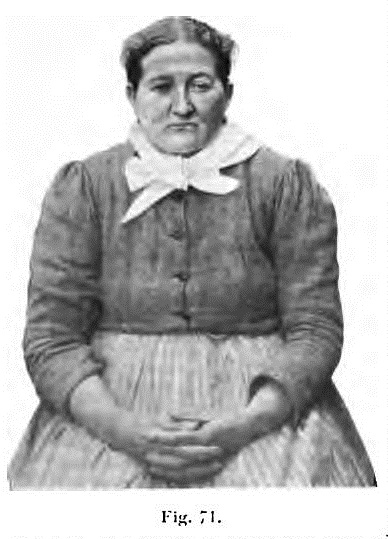
Imagine din testul Szondi

Testul Szondi este o probă psihologică denumită după profesorul Leopold Szondi de la Universitatea Eötvös Loránd din Budapesta. Este un instrument care, conform lui Szondi, măsoară tensiunea și valența pulsiunilor și permite astfel cunoașterea motivațiilor profunde care stau la baza comportamentului. Testul se bazeaza pe teoria pulsionala a lui Szondi (Triebtheorie), care incearca sa integreze teorii psihodinamice, psihopatologice si genetice din prima jumatate a secolului al XX-lea. Proba constă într-o serie de 48 de fotografii diferite grupate in 6 serii. Majoritatea fotografiilor sunt extrase dintr-un tratat de tulburari mentale publicat de un psihiatru german (Wilhelm Weygandt) in 1901. La fiecare serie, subiectului i se cere să aleagă două imagini care i se par cele mai atractive și două imagini ce i se par cele mai dezagreabile. Principiul probei este că subiectul va rezona cel mai intens (positiv si/sau negativ) la fotografiile reprezentand oameni cu o dinamica genetic/pulsionala similara cu a lui. În opinia lui Szondi, tulburarea mentala reflecta un dezechilbru sau manifestare exagerata a unor pulsiuni care sunt fundamental umane: (1) pulsiunea Sexuala (instinctele erotice si agresive); (2) pulsiunea Paroxismala (dimensiunea etica si morala); (3) pulsiunea de Contact (atasamentul); si (4) pulsiunea Eului (instanta care  controleaza si coordoneaza manifestarea celorlalte 3 pulsiuni). Profilul de testare al subiectului reflecta modul in care el se pozitioneaza in raport cu aceste pulsiuni. 
Deși a fost unul din testele larg utilizate în psihologie in secolul trecut, mai ales în psihologia est-europeană, utilizarea lui astăzi este rară. Teoria originara a lui Szondi este astazi considerata desueta si nu exista inca o teorie larg acceptata care sa o inlocuiasca, desi eforturi s-au facut pentru o actualizare a conceptelor szondiene dintr-o perspectiva psihodinamica moderna (vezi pentru un review studiile lui Michel Legrand, Jean Melon si Jacques Schotte de la Universite Catholique de Louvain). Criticii afirma ca proba Szondi nu are proprietati psihometrice (fidelitate si validitate) pentru a fi considerat un test psihologic, dar aceste concluzii s-au tras in baza unor studii cu o metodologie discutabila. Probabil ca mai corecta este afirmatia ca proprietatile psihometrice ale testului sunt necunoscute, desi exista in literatura de limba franceza studii (inclusiv studii antropologice) cu rezultate interesante vizavi de validitatea conceptuala a acestei probe. 